# 湖南省茶叶博物馆
湖南省茶叶博物馆，位于中国湖南省长沙市，是一家收藏展示茶及其历史文化、制作技艺的博物馆。

## 历史沿革
2013，湖南省茶业集团投资成立湖南省茶叶博物馆。
2024年，湖南省茶叶博物馆被列为国家二级博物馆。

## 建筑展览
博物馆分为茶叶资源圃、茶文化科普区及湘茶品茗区三部分。茶叶资源圃有70余种茶树，包括湖南、福建、浙江、云南等主产区的优质茶种，涵盖了绿茶、黑茶、黄茶、红茶、青茶、白茶六大茶类。茶文化科普区建筑面积3500㎡，展厅面积2100㎡，陈展了中国茶历史文化、湖南茶历史文化、茶叶非遗制作技艺等内容，包括湖南三项纳入人类非物质文化遗产的千两茶制作技艺、茯砖茶制作技艺及君山银针制作技艺。湘茶品茗区用于开展茶艺培训、茶博研学及茶道交流等活动。
博物馆全年每周一至周日9:00-16:30免费对外开放。